# Temuri Shonia
Temuri Shonia (en georgiano: თემური შონია; Tiflis, 28 de mayo de 1990) es un futbolista georgiano que juega en la posición de centrocampista para el FC Gagra de la Erovnuli Liga.

## Selección nacional
Tras jugar con la selección de fútbol sub-17 de Georgia, la sub-19 y con la sub-21, finalmente debutó con la selección absoluta el 23 de enero de 2017. Lo hizo en un partido amistoso contra Uzbekistán que finalizó con un resultado de empate a dos tras los goles del mismo Teimuraz Shonia y Saba Lobjanidze para Georgia, y un doblete de Eldor Shomurodov para Uzbekistán.

## Clubes
| Club                  | País    | Año         | Partidos | Goles |
| --------------------- | ------- | ----------- | -------- | ----- |
| FC Tskhinvali         | Georgia | 2009 - 2014 | 147      | 25    |
| FC Dinamo Batumi      | Georgia | 2014 - 2017 | 110      | 26    |
| FC Lokomotivi Tbilisi | Georgia | 2018 - 2021 | 127      | 23    |
| FC Gagra              | Georgia | 2022 -      | 41       | 8     |